# Pepe Sánchez (director)
Luis Guillermo Sánchez Méndez, más conocido como Pepe Sánchez (Bogotá, 26 de octubre de 1934- ib, 21 de diciembre de 2016), fue un director, guionista y actor de televisión, teatro y cine colombiano.
Pepe Sánchez fue una de las figuras más prolíficas de la televisión y el cine de su país. Entre sus trabajos, se destaca Don Chinche, que en su momento, fue vista por más de 14 millones de Colombianos cada domingo.  Cosechó varios galardones en los premios India Catalina, donde se destacan mejor serie humorística (1984), mejor historia y libretos (1986) y mejor programa del siglo XX (2000).
Entre 1987 y 1992 realizó Romeo y Buseta, el cual heredó la narrativa del Chinche e inicialmente, su protagonista, William Guillermo, interpretado por Luis Eduardo Arango,  un paisa trabajador y dicharachero, cuyo trabajo era el de conductor de transporte público, fue un personaje que apareció en Don Chinche. 
En 1995 ganó el premio a mejor director en los premios Tv y Novelas, Simón Bolívar e India Catalina por Café, con aroma de mujer.  De igual forma, la serie llenó de reconocimiento a su protagonista, Margarita de Francisco.
Sánchez también recibió reconocimientos como actor, quedó nominado como mejor actor de reparto por su papel en Las Juanas (1998).  Recibió el premio TV y Novelas a Mejor actor antagónico por su papel en Pura Sangre en 2008.
Entre sus reconocimientos, también se destaca el largometraje San Antoñito, el cual quedó en la Selección Semana Internacional de la Crítica en el Festival de Cannes en 1986. Además, recibió varios premios honoríficos, como el de Director del Siglo (2000),  a Toda una vida (2004) y el Premio Víctor Nieto a toda una vida (2005).
En 2016, el director de cine Ciro Guerra, encabezó junto a Mario Mitrotti y otros autores, la Ley Pepe Sánchez.  Esta ley busca garantizar el pago de regalías a directores y libretistas. La a Ley Pepe Sánchez fue aprobada por unanimidad en el Congreso de la República en el 2017 a los pocos meses de fallecido.

## Estudios
Realizó su primaria en Colegio Mayor de San Bartolomé (Bogotá), su bachillerato en el Colegio de la Universidad Libre, en sus propias palabras:

Estuve becado toda la primaria en el San Bartolomé. De ahí me echaron por haber participado en una huelga para cambiar al rector. El bachillerato lo hice en el colegio de la Universidad Libre, adonde llegaban los echados de todos los colegios de Bogotá.
Luis Guillermo Sánchez

Luego, estudió en la Escuela de Bellas Artes de la Universidad Nacional de Colombia, más tarde viajó a Praga a estudiar cine y al regresó a Colombia a dirigir Chichigua. Sin embargo, su primera opción no fueron las bellas artes, el lo relató así:

Salí del colegio en un despiste terrible. Yo no sabía qué estudiar. Mi hermano Miguel, que se había matriculado en el Externado, me sugirió que estudiara derecho. Y me metí a derecho por estudiar algo.
Luis Guillermo Sánchez

## Biografía
Luis Guillermo Sánchez nació en Bogotá el 26 de octubre de 1934. Ingresó como locutor a la emisora HJCK (1954). Actúo en la obra teatral Ha llegado un inspector (1957) y es asistente de dirección de Julio Luzardo en la película El río de las tumbas (1964). En Chile conoce a Miguel Littin a quien asiste en la dirección de El Chacal de Nahueltoro (1964). Realiza un documental sobre el Palacio de la Moneda y dirige otro, en Isla Negra, con y sobre Pablo Neruda.
Fue locutor de boletines, en 1956. Estudió con Seki Sano, que vino a formar a los actores para TV. Debutó dirigido por Fausto Cabrera, en Ha llegado un inspector. En La tregua fue un mayor que se enamoró de una jovencita (Celmira Luzardo). Calixto Salguero, en Las juanas. También hizo una aparición en la telenovela Hasta que la plata nos separe. 
De nuevo en Colombia, actúa en la serie de televisión Yo y Tú (1968). Dirige en televisión Vendaval; La tregua (1986); Vivir la vida (1986); Mujeres (1988),, de la que también es libretista; Notas de pasión (1991); Espérame al final (1991); Café (1993-1995); Guajira (1996) y La madre (1999). La historia de Tita es, quizá, su trabajo más logrado en cuanto a dramatizados en la televisión colombiana.
Los años 80 fue su época más prolifera.  En 1981, participó como coguionista, asistente de dirección y actor en el largometraje Canaguaro del director chileno Dunav Kuzmanich.  De hecho, Carlos e Isabel Sánchez, sus hermanos, participaron en la película como director de fotografía y argumentista, respectivamente.  La película se considera una pieza clave del patrimonio audiovisual de Colombia y cosechó una nominación en los “Golden Montgolfiere” como mejor filme y una mención especial del Jurado en el Festival Internacional del Nuevo Cine Latinoamericano, en La Habana - Cuba.
En 1982, dirigió y escribió Don Chinche un seriado que encarnaba a las clases más populares de Bogotá.  La serie cambió la producción nacional ya que Sánchez por primera vez, sacó las cámaras a la calle.  Jugando según él, al Neorrealismo italiano.  Don Chinche fue un éxito rotundo hasta su final en 1989.  ─Aunque vale la pena aclarar que debido a disputas con RTI Producciones Sánchez dejó la producción en 1987 para hacer un spin off del personaje de Luis Eduardo Arango, William Guillermo, en el seriado Romeo y Buseta─.  Además, Don Chinche significó un programa insignia no sólo para la carrera de Sánchez, sino de la historia de la televisión nacional de Colombia.  Tanto así que, en el año 2000, Don Chinche recibió en el marco del Festival de cine de Cartagena el reconocimiento como Mejor serie del siglo XX y, de paso, Sánchez, recibió el galardón como Director del siglo.
En 1986, su largometraje San Antoñito, basado en un cuento homónimo de Tomás Carrasquilla, quedó seleccionado en la semana Internacional de la Crítica en el Festival de Cannes. Esta película fue coescrita con Kuzmanich.
En 1990, llevó al teatro una obra llamada Una voz en el espejo.
En la década de los 2000, dirige en Miami la producción Me muero por ti. En 2004 gana un nuevo premio India Catalina como mejor director por La Lectora.
En 2016 falleció de un cáncer diagnosticado 20 días antes.

## Legado
En 2016, por iniciativa del gremio de realizadores en Colombia, y presentado por la representante a la cámara Clara Rojas, se adelantó el proyecto "Pepe Sánchez".  Cuyo fin es añadir un parágrafo al artículo 98 de la Ley 23 de 1982, en el que se considere una remuneración para los autores audiovisuales por una comunicación pública, cada vez que sus obras sean reproducidas a nivel nacional e internacional, por concepto de derecho patrimonial.  Uno de sus principales promotores es el cineasta Ciro Guerra, debido a que por la inexistencia de estos convenios por otros países, podría perder una cantidad de dinero importante respecto a las ventas de su película nominada al Óscar El abrazo de la serpiente.  De hecho, se estima que los Colombianos podrían perder cerca de 7 millones de dólares por no contar con las herramientas para acceder a esos dineros. En el 2017, la Ley Pepe Sánchez fue aprobada por unanimidad en el Congreso de la República.

## Filmografía

### Televisión
| Año       | Título                        | Personaje                               | Cadena original | Productora                              |
| --------- | ----------------------------- | --------------------------------------- | --------------- | --------------------------------------- |
| 1987      | Brillo                        | Bruno                                   | Canal A         | RCN Televisión                          |
| 1997-1998 | Las Juanas                    | Calixto Salguero                        | Canal A         | RCN Televisión                          |
| 2004-2005 | Todos quieren con Marilyn     | Padre Pepe                              | RCN Televisión  | RCN Televisión                          |
| 2005      | Decisiones                    |                                         | Telemundo       | RTI                                     |
| 2006-2007 | Hasta que la plata nos separe | Alberto Manrique                        | RCN Televisión  | RCN Televisión                          |
| 2007-2008 | Pura sangre                   | Don Alejandro Lagos Don Eusebio Beltrán | RCN Televisión  | RCN Televisión                          |
| 2011      | El man es Germán              | Don Germán Quintero                     | RCN Televisión  | RCN Televisión                          |
| 2014      | La Playita                    | Don Pedro López                         | RCN Televisión  | RCN Televisión                          |
| 2016      | Lady, La vendedora de Rosas   | Don Arturo "El Gargamel" ✝              | RCN Televisión  | RCN Televisión Sony Pictures Television |
| 2016-2017 | La ley del corazón            | Samuel Ortega                           | RCN Televisión  | RCN Televisión                          |

## Director

### Director de televisión
| Año       | Título                             | Cadena Original           | Productora                    | País                     |
| --------- | ---------------------------------- | ------------------------- | ----------------------------- | ------------------------ |
| 1982-1989 | Don Chinche                        | Primera Cadena Cadena Dos | RTI                           | Colombia                 |
| 1984-1988 | El cuento del domingo              | Cadena Dos                | RTI                           | Colombia                 |
| 1987-1989 | Romeo y Buseta                     | Cadena Uno                | Tevecine                      | Colombia                 |
| 1988-1992 | La Posada                          | Cadena Uno Cadena Dos     | Tevecine                      | Colombia                 |
| 1994-1995 | Café, con aroma de mujer           | Canal A                   | RCN Televisión                | Colombia                 |
| 1995      | Cara o sello: Dos rostros de Mujer | Canal A                   | RCN Televisión                | Colombia                 |
| 1996-1997 | Guajira                            | Canal A                   | RCN Televisión                | Colombia                 |
| 1998-1999 | La Madre                           | RCN Televisión            | Cenpro Televisión Coestrellas | Colombia                 |
| 1999-2000 | Me muero por tí                    | Telemundo                 | Rubicon Entertainment         | Estados Unidos           |
| 2000      | La Revancha                        | Venevisión                | Fonovideo                     | Venezuela Estados Unidos |
| 2002      | ¿Cómo casar a Chente?              | Televisora Nacional       |                               | Panamá                   |
| 2002      | La Lectora                         | RCN Televisión            | RCN Televisión                | Colombia                 |
| 2004-2005 | Todos quieren con Marilyn          | RCN Televisión            | RCN Televisión                | Colombia                 |
| 2006      | Merlina, mujer divina              | RCN Televisión            | RCN Televisión                | Colombia                 |
| 2009-2010 | Las detectivas y el Víctor         | RCN Televisión            | RCN Televisión                | Colombia                 |
| 2012      | Pobres Rico                        | RCN Televisión            | RCN Televisión                | Colombia                 |

##### Director de Cine
| Año  | Título              |
| ---- | ------------------- |
| 1963 | Chichigua(Película) |
| 1978 | El Patas (Película) |
| 1978 | El Patas (Película) |

## Premios y nominaciones

### Premios India Catalina
| Año  | Categoría                                       | Telenovela o serie                    | Resultado |
| ---- | ----------------------------------------------- | ------------------------------------- | --------- |
| 2013 | Mejor director de telenovela                    | Pobres Rico                           | Nominado  |
| 2010 | Mejor director de telenovela                    | Las detectivas y el Víctor            | Nominado  |
| 2008 | Mejor actor antagónico                          | Pura sangre                           | Nominado  |
| 2005 | Mejor director de telenovela                    | Todos quieren con Marilyn             | Nominado  |
| 2005 | Premio Víctor Nieto a toda una vida             | Premio Víctor Nieto a toda una vida   | Ganador   |
| 2004 | Mejor director                                  | La Lectora                            | Ganador   |
| 2000 | Premio Especial - Director del siglo            | Premio Especial - Director del siglo  | Ganador   |
| 1998 | Mejor actor de reparto                          | Las Juanas                            | Nominado  |
| 1995 | Mejor director                                  | Café, con aroma de mujer              | Ganador   |
| 1991 | Mejor director                                  | El carretero                          | Nominado  |
| 1988 | Mejor director                                  | La historia de Tita                   | Ganador   |
| 1987 | Mejor director                                  | El cuento del domingo - Vivir la vida | Ganador   |
| 1986 | Mejor historia y libreto original de telenovela | Don Chinche                           | Ganador   |
| 1984 | Mejor historia y libreto original de telenovela | Don Chinche                           | Nominado  |

### Premios Tv y Novelas
| Año  | Categoría              | Telenovela o Serie        | Resultado |
| ---- | ---------------------- | ------------------------- | --------- |
| 2008 | Mejor actor antagónico | Pura sangre               | Ganador   |
| 2005 | Mejor director         | Todos quieren con Marilyn | Nominado  |
| 2004 | A toda una vida        | A toda una vida           | Ganador   |
| 2000 | Director del Siglo     | Director del Siglo        | Nominado  |
| 1997 | Mejor director         | Guajira                   | Nominado  |
| 1995 | Mejor director         | Café, con aroma de mujer  | Ganador   |

### Premios Simón Bolívar
| Año  | Categoría      | Telenovela o Serie       | Resultado |
| ---- | -------------- | ------------------------ | --------- |
| 1994 | Mejor Director | Café, con aroma de mujer | Ganador   |
| 1987 | Mejor Director | La Historia de Tita      | Ganador   |

### Otros premios
- 2 Ondras
- 1 Artista
- 1 Placa Caracol
- 1 Placa Sweet
- 1 Nogal de Oro